# 関所

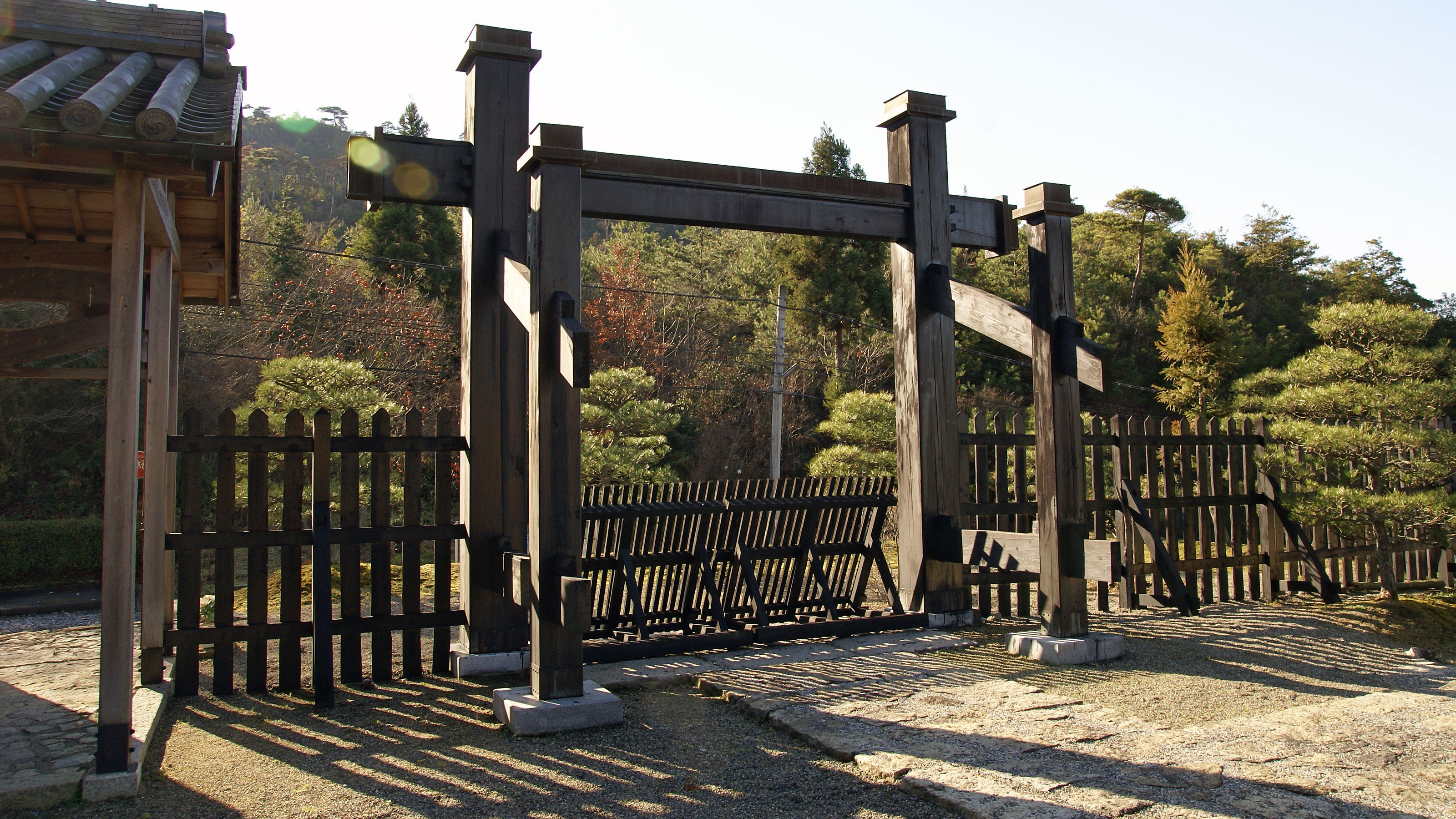
関所の冠木門様式の門（石部宿場の里にて）

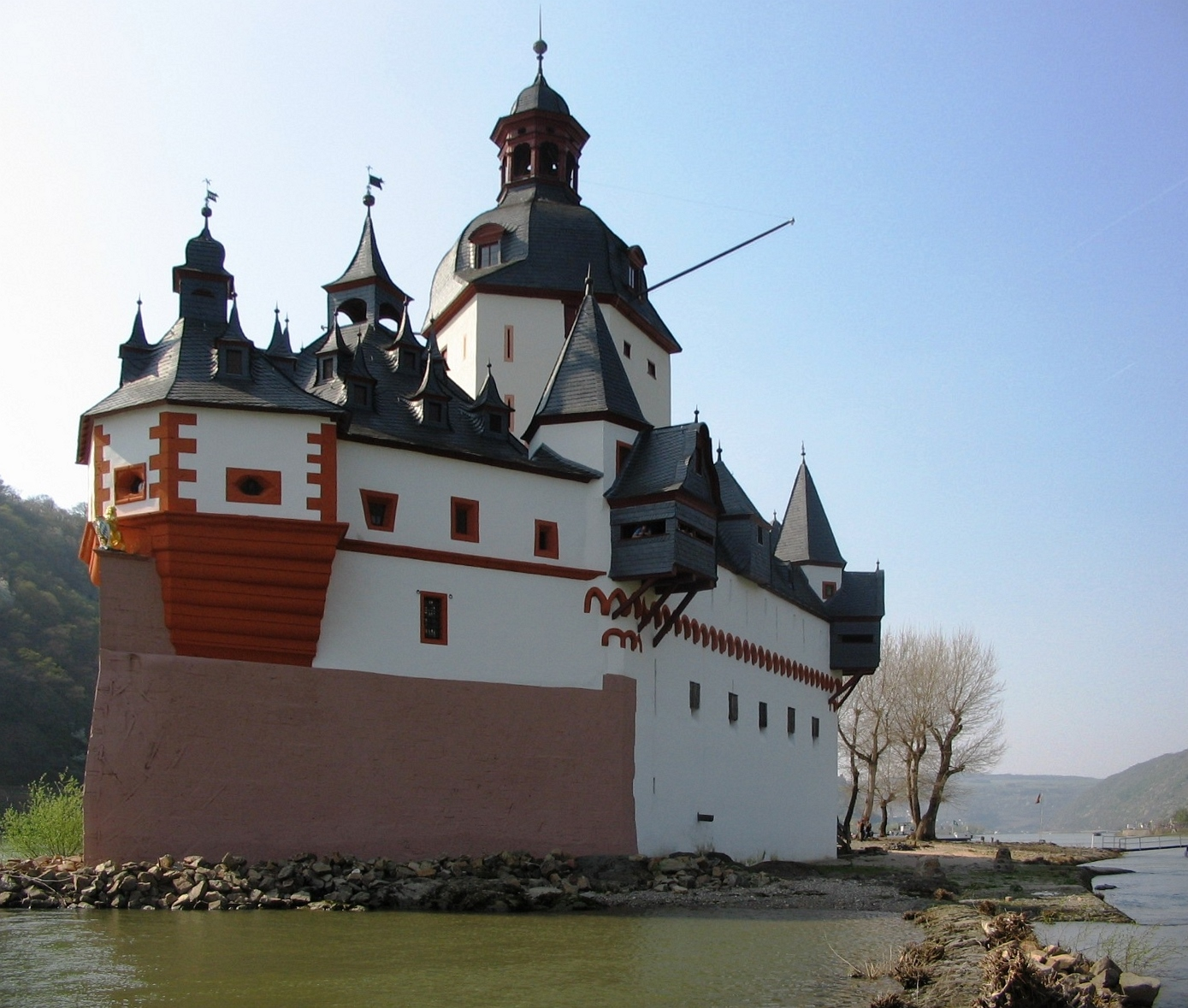
神聖ローマ帝国がライン川の通行料を徴収するために建設したプファルツ城

関所（せきしょ）とは、交通の要所に設置された、徴税や検問のための施設である。単に関（せき）とも。

## 関所の設置
関所の機能には軍事的目的（防衛）、警察的目的（治安）、経済的目的（交通料徴収）がある。
陸路（街道）上に設置された関所は「道路関」、海路に設置された関所は「海路関」とも呼ばれる。陸路では、峠や河岸に設置されることが多い。

## 中国の関所

### 春秋戦国時代
春秋戦国時代には、秦の孝公により函谷関が建設された。函谷関は「天下第一関」や「秦函谷関」とも称される、中国で最も古い関所である。楚漢戦争において項羽軍により破却された（のちに復元）。

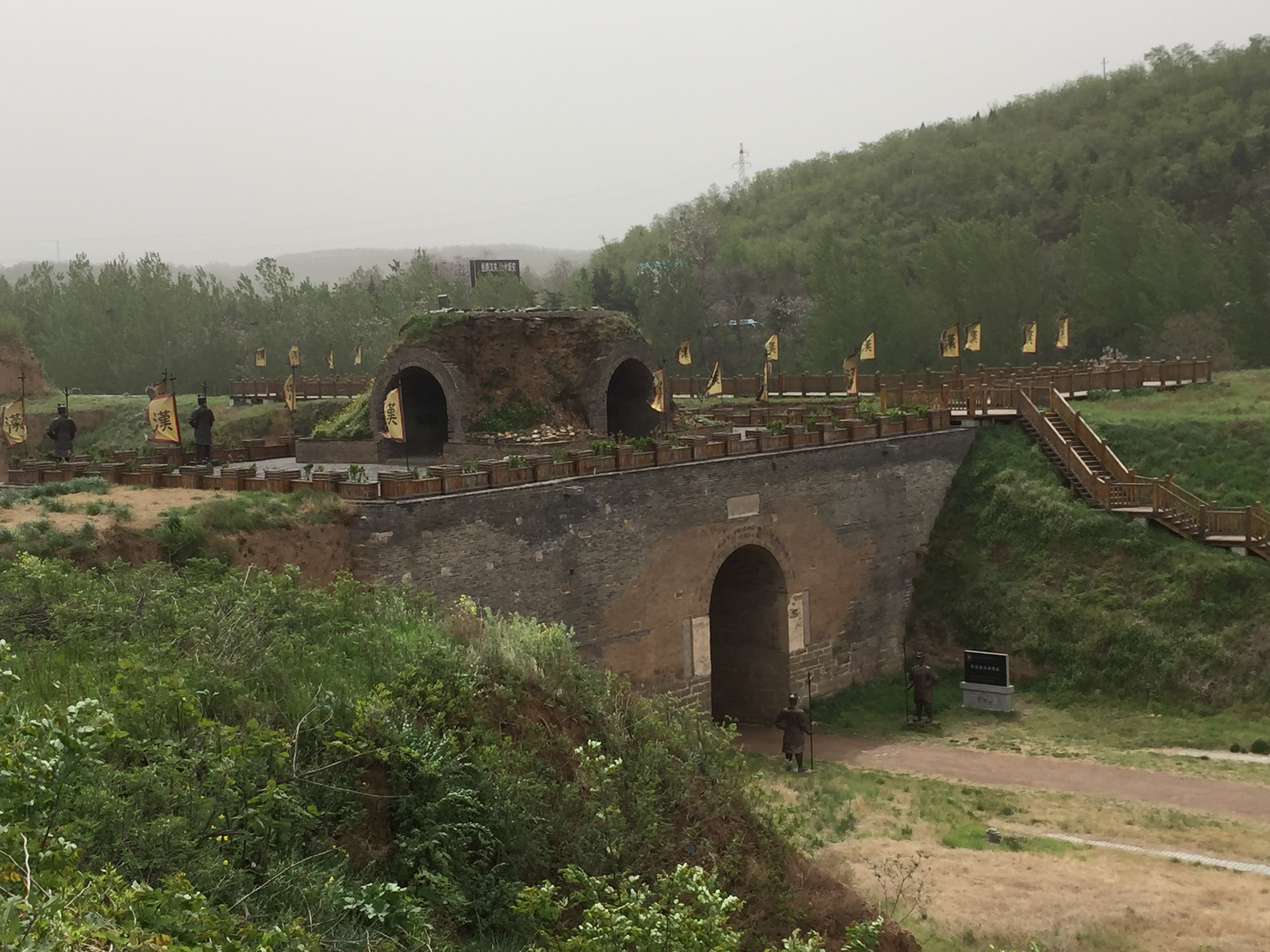
新安県の函谷関

### 漢代
漢代には武帝がシルクロードの拠点に玉門関や陽関を設置した。

## 日本の関所

### 古代
飛鳥時代の646年（大化2年）、改新の詔に「関塞」（せきそこ）を置くことが記されており、これが日本における関所の始まりと考えられている。もっとも改新の詔の内容には疑問も持たれており、確実に存在したと言えるのは天智天皇の時代のこととされ、壬申の乱の時に鈴鹿関を守る関司が大海人皇子（後の天武天皇）方についていたことが知られている（『日本書紀』天武天皇元年6月壬申条）。この戦いで勝利した天武天皇は、乱後に大和国と河内国の国境にある龍田山と大坂山に関を設けた（『日本書紀』天武天皇8年11月是月条）。
東海道の鈴鹿関、東山道の不破関、北陸道の愛発関が畿内を防御するために特に重視され、これを三関という。鈴鹿峠から東は、東国または関東と呼ばれた。平安時代中期以後は、愛発関に代わり、逢坂関が三関になった。
三関のほか、東海道の駿河・相模両国境には足柄関、同じく東海道の常陸・陸奥両国境には勿来関、東山道の信濃・上野両国境には碓氷関、同じく東山道の下野・陸奥両国境には白河関、北陸道の越後・出羽両国境には念珠関がそれぞれ設置された。このうち、念珠関・白河関・勿来関を「奥羽三関」という。更に衛禁律には摂津関と長門関の規定があり、それぞれ難波津と関門海峡に設置されていたと考えられている。また、長門関の対岸である豊前国にも門司（後に地名化されて、門司関とも呼ばれる）が設置されていた。
この他にも中央政府もしくは国司によって交通上の要所に小規模または臨時の関所が設けられる場合があり、これらは剗（せき）とも呼ばれた。
律令制における関は全ての公民を本貫地の戸籍に登録して勝手な移動を規制する「本貫地主義」を維持するために必要な浮浪の阻止、中央で発生した謀反の関係者の逃亡の阻止、政府に不都合な情報（謀反の計画・実行者による地方への命令を含む）が関所の外に漏れないように阻止する情報統制の役割を果たしたと考えられている。官民が私用上の必要があって関所を越える際には、所属する官司・国司・郡司に対して過所の交付を受けて関に提出する必要があった。

### 中世
中世には、朝廷や武家政権、荘園領主・有力寺社などの権門勢家がおのおの独自に関所を設置し、関銭（通行税）を徴収した。室町時代には京都七口関が設置され、京都に入るにはいずれかの関所を通行せざるを得ない状況が生まれた。
関所は中世の交通における最大の障害であったが、同時に関所を設置した勢力は関銭を納めた通行者に対して通行の安全を保障する義務を負った。関銭は設置した側にとっては金儲けの手段としての側面と通行の安全保証に対する礼銭としての側面の両面があった。これは水上における海賊衆の警固料と同様の意味を有していた。
実際に支出する関銭の総額については、関所の数や地理的状況により多寡はあった考えられるが、15世紀末の伊勢神宮の近辺の例では、松阪市から内宮までの50 kmに満たない距離の間に、100文以上の支出を要したとする分析例がある。
戦国時代には、各地の戦国大名が領国の一円支配を強めた結果、多様な主体が銘々に設置する関所は否定され、次第に減少していった。天下統一事業を遂行した織田信長は、関所の廃止を徹底して実施した。

### 近世

#### 近世の関所
江戸時代には、江戸幕府や諸藩が、軍事・警察上の必要から再び関所を設置した。このためこれらの関所では中世の関所とは異なり、関税を徴集することは無かった。主な関所には、東海道の箱根関所や新居関所、中山道の碓氷関所や木曽福島関所、甲州街道の小仏関所、日光街道・奥州街道の房川渡中田関所などがある。

宝暦14年（1764年）、留守居により手形の発行される関所は、上州の新郷、川俣、五料、杢橋、碓氷、横川、大戸、大笹、猿ヶ京、相州の箱根、根府川、総州の小岩、市川、関宿、越後の関川、遠州の今切、荒井、信州の福島（木曽福島）、武州の房川渡（栗橋・中田）、小仏（駒木根）の17ヵ所が指定された。
近世の関所は、幕末には46あったという。
武家諸法度「寛永令」第十六条では、「私関の禁止」がかかげられたが、諸藩では口留番所が設けられて守られなかった。

#### 江戸幕府の検問
入鉄炮出女

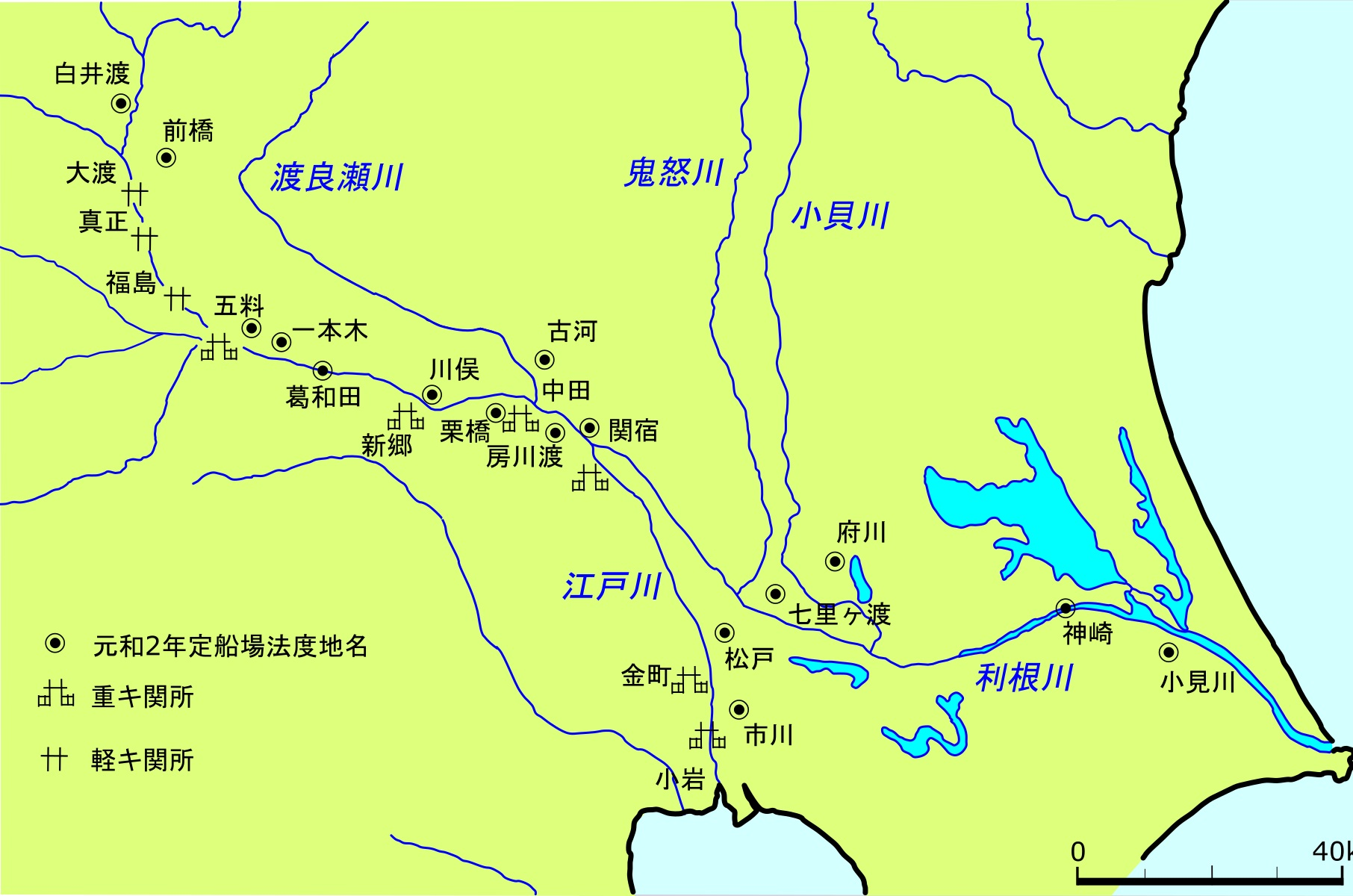
利根川・江戸川筋の関所配置渡辺1

近世の関所は、「入鉄砲と出女」を検問する所とされ、32か所あったとされている。幕府防衛のための江戸に流入する武器の取り締まりと、大名の奥方が人質の意味もあって江戸に留め置かれたため江戸から出る方向の女性が厳しく取り締まられた。また、人馬・物資も検査された。幕府により、元和2年（1616年）に関所に条目が発布され、寛永2年（1625年）に諸国の主要な関札が定められた。そして寛永8年（1631年）に、関所破りの罰則と関所破りを捕らえた者への褒賞規定が出された。
道中奉行支配下の街道に設置された新居関所（今切関所）、気賀、碓氷、木曽福島等の比較的往来の多い関所に共通して、江戸から関西方面に向かう婦女子の通行には留守居の証文、夜間通行には老中証文や宿場問屋の断書が必要だった。特に東海道の箱根関所や新居関所など、場所によっては江戸に向かう女性も厳しく取り締まられた。そのため、これら関所の詮議を避けるために、山道廻りをして旅をする女性たちもいた。
渡し場を拠点とした関所
元和2年（1616年）家康の死後に、関東河川の定船場（松戸・市川・川俣・房川渡他、16ヶ所）に定め掟書がだされた。江戸を出る女人と手負いの者は取り締まりを厳重にしていた。
例えば、新郷川俣関所は利根川の渡し場を拠点に築いたものであったが、下流にあった利根川の房川渡場に置かれた房川渡中田関所、
水戸街道の江戸川の渡し場に置かれた金町松戸関所、その下流の小岩市川関所と同様にその通過を取り締まった。

#### 関所の廃止
1869年（明治2年）に明治政府によって廃止された。

## ヨーロッパの関所
中世から近世にかけて、toll castle (ドイツ語: Zollburg) と呼ばれる関所を山道、国境、水路などの交通の要衝に置き、武装した兵士を配属して通行税を徴収していた。神聖ローマ帝国でよく見られた。これらの城は、大抵国境警備などの役割も兼ねていた。
例
- オーストリア：アグスタイン城、アッシャッハ・アン・デア・ドナウ、ホーエンヴェルフェン城（ドイツ語版）
- フランス：アヌシー城（英語版）、シャトーヌフ＝デュ＝パプ
- ドイツ：ネコ城、Maus Castle、プファルツ城、リューデスハイム・アム・ライン、Scherenburg Castle、シュタールエック城
- イタリア:ポン＝サン＝マルタン (イタリア)、Reifenstein Castle、Sarriod de la Tour Castle、ヴァレッジョ・スル・ミンチョ
- スロバキア：ストレチュノ城
- スイス：シヨン城

## 参考資料
- 荒井貢次郎「近世・碓氷関所除け・山越え科人と行政役人」『東洋法学』第17巻第1号、東洋大学、1973年、37-94頁。
- 金井達雄「鉄砲証文-老中裏印証文及び留守居断状の存在と役割--房川渡中田(栗橋)関所を事例として」『駒沢史学』第56号、駒沢大学歴史学研究室内駒沢史学会、2000年8月、58-87頁、ISSN 04506928、NAID 110007003127。
- 武部健一『道路の日本史』中央公論新社〈中公新書〉、2015年5月25日。ISBN 978-4-12-102321-6。
- 本間清利「第5章 交通と流通」、『新編 埼玉県史 通史編3 近世Ⅰ』、埼玉県、1988年、591-704頁。
- 渡辺和敏「近世関所の諸形態」『法政史学』第23号、法政大学史学会、1971年3月、17-26頁、doi:10.15002/00010907、ISSN 03868893、NAID 120005606564。
- 三ツ木芳夫「江戸中後期の庶民・商人の旅に関する一考察 : 旅環境の変化から見た旅の容易性に着目して」『札幌大学女子短期大学部紀要』第52,53号、札幌大学、2009年3月、55-81頁、ISSN 02888211、NAID 110007564685。